# Borbély Gyula
Borbély Gyula (Miskolc, 1930. március 2. – Budapest, 1981. április 29.) magyar karmester.

## Életpályája
1944–1953 között Dorogon lakott. 1948-ban érettségizett az esztergomi Szent Imre Gimnáziumban. 1948–1953 között a budapesti Zeneművészeti Főiskola hallgatója volt; ahol Somogyi László, Szegedi Ernő és Viski János oktatta. 1953–1955 között a Magyar Állami Operaház korrepetitora, 1955–1981 között karmestere volt.
Opera- és hangversenydirigensként a hazai pódiumokon kívül vendégszerepelt Ausztriában, Finnországban, Franciaországban, Lengyelországban és  Romániában. Hanglemezre vezényelte Szervánszky Endre Concertóját.
Sírja Budapesten, az Új köztemetőben található (12/1-6-22).

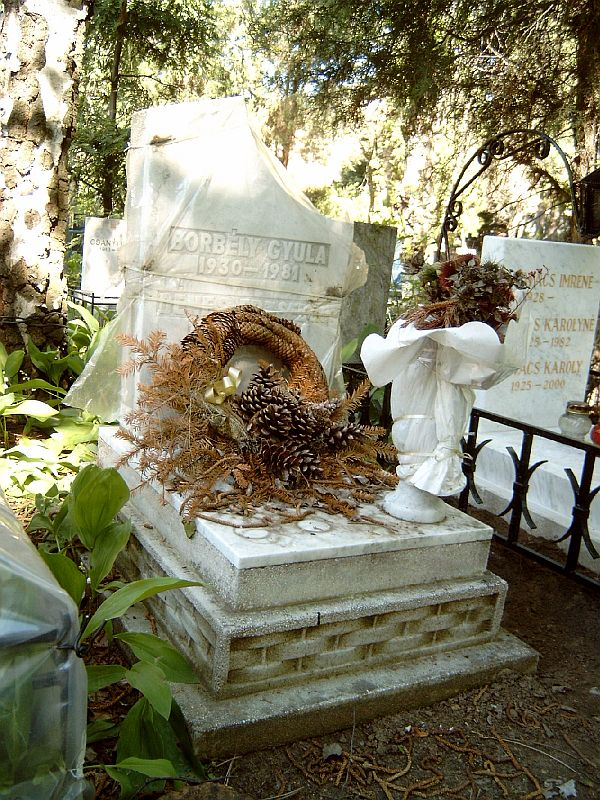
Borbély Gyula (1930–1981) karmester sírja Budapesten. Új köztemető: 12/1-6-22

## Színházi munkái
A Színházi Adattárban regisztrált bemutatóinak száma: 21.
| - Polgár Tibor: A kérők (1955) - Muszorgszkij: Hovascsina (A két Honanszkij) (1955) - Humperdinck: Jancsi és Juliska (1957) - Auber: Fra Diavolo (1959) - Milhaud: Francia saláta (1962) - Cimarosa: Titkos házasság (1963) - Kosma: Elektronikus szerelem (1963) - Menotti: A telefon (1964) - Wolf-Ferrari: A négy házsártos (1966) - Rossini: A sevillai borbély (1966) | - Verdi: Traviata (1967) - Mascagni: Parasztbecsület (1967) - Leoncavallo: Bajazzók (1967) - Erkel Ferenc: Bánk bán (1969) - Wagner: Tannhäuser (1970) - Donizetti: A csengő (1971) - Mozart: A varázsfuvola (1971) - Strauss: Salome (1972) - Mozart: Don Juan (1974) - Strauss: Elektra (fordító is, 1976) - Händel: Rodelinda (1977) |

## Lemezei
- Szervánszky Endre: Concerto József Attila emlékére (Magyar Állami Hangversenyzenekar, 1965)
- Szervánszky Endre: Fuvolaverseny (Jeney Zoltán és az MRT zenekara, 1967)
- Händel: Largo (Szirmay Márta és az MRT zenekara, 1969)
- Mozart: Klarinétverseny (Meizl Ferenc és az MRT zenekara, 1973)
- Wagner: A valkűr (Sieglinde elbeszélése az I. felvonásból; Sándor Judit és az MRT zenekara, 1979)

## Díjai
- Liszt Ferenc-díj (1964)
- érdemes művész (1977)